# Bobsleigh aux Jeux olympiques de 1924

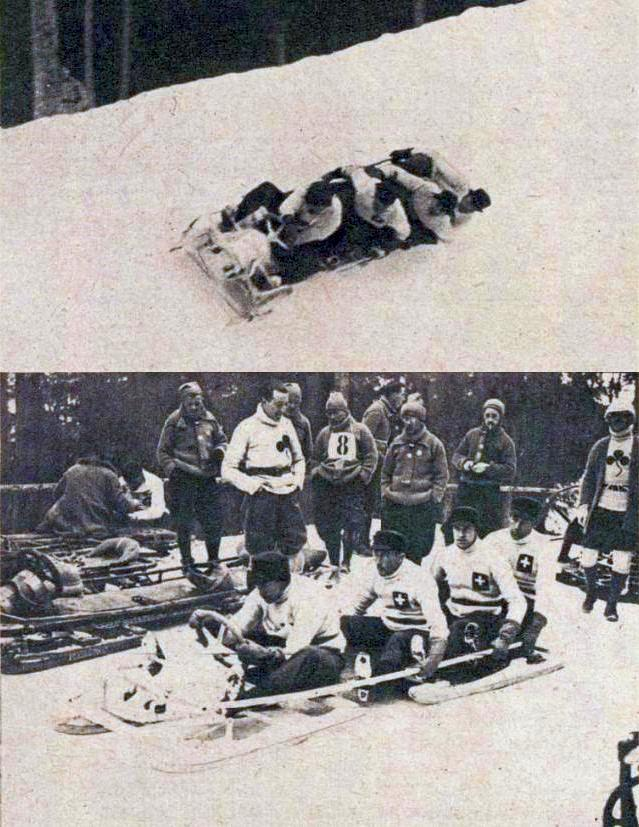
L'équipe suisse de bobsleigh (de Leysin), championne olympique en 1924 à Chamonix (G. à D. Scherrer, Neveu, et les frères Schlappi).

Pour des articles plus généraux, voir Bobsleigh aux Jeux olympiques et Jeux olympiques d'hiver de 1924.
Navigation
Saint-Moritz 1928
L'épreuve de bobsleigh aux Jeux olympiques d'hiver de 1924 se déroule du 2 au 3 février 1924 sur la piste olympique de bobsleigh des Pélerins, à Chamonix (France).
En bob à 4 masculin, seule épreuve de ces Jeux, huit nations présentent des bobs au départ. Le bobsleigh suisse composé de Alfred Neveu, Eduard Scherrer, Alfred Schläppi et Heinrich Schläppi enlève le titre olympique à une moyenne de 60 km/h.
Le bob français se retourne à plusieurs reprises dès l'entraînement, et les quatre athlètes français sont conduits à l'hôpital. Lors de leur premier parcours, les bobeurs français ont concouru en état d'ivresse, l'un des quatre coéquipiers, le marquis d'Aulan, alors propriétaire d'une maison de champagne, les ayant au préalable abreuvés généreusement.

## Podium
| Épreuve        | Or                                                                    | Argent                                                                       | Bronze                                                                                        |
| -------------- | --------------------------------------------------------------------- | ---------------------------------------------------------------------------- | --------------------------------------------------------------------------------------------- |
| Bob à quatre H | Suisse Alfred Neveu Eduard Scherrer Alfred Schläppi Heinrich Schläppi | Grande-Bretagne Thomas Arnold Ralph Broome Alexander Richardson Rodney Soher | Belgique René Mortiaux Charles Mulder Paul van den Broeck Victor Verschueren Henri P. Willems |

## Tableau des médailles
| Rang  | Nation          | Or | Argent | Bronze | Total |
| ----- | --------------- | -- | ------ | ------ | ----- |
| 1     | Suisse          | 1  | 0      | 0      | 1     |
| 2     | Grande-Bretagne | 0  | 1      | 0      | 1     |
| 3     | Belgique        | 0  | 0      | 1      | 1     |
| Total | Total           | 1  | 1      | 1      | 3     |

## Résultats de l'épreuve
Le tableau ci-dessous donne les résultats détaillés de l'épreuve.
| Rang                                | Athlètes                                               | Pays            | Temps         | Temps         | Temps         | Temps         | Temps         |
| ----------------------------------- | ------------------------------------------------------ | --------------- | ------------- | ------------- | ------------- | ------------- | ------------- |
| Rang                                | Athlètes                                               | Pays            | Manche 1      | Manche 2      | Manche 3      | Manche 4      | Total         |
| Médaille d'or, Jeux olympiques      | Neveu, Scherrer, A. Schläppi, H. Schläppi              | Suisse          | 1 min 27 s 39 | 1 min 26 s 60 | 1 min 25 s 02 | 1 min 26 s 53 | 5 min 45 s 54 |
| Médaille d'argent, Jeux olympiques  | Arnold, Broome, Richardson, Soher                      | Grande-Bretagne | 1 min 28 s 73 | 1 min 28 s 67 | 1 min 25 s 76 | 1 min 25 s 67 | 5 min 48 s 83 |
| Médaille de bronze, Jeux olympiques | Mortiaux, Mulder, van den Broeck, Verschueren, Willems | Belgique        | 1 min 29 s 89 | 1 min 34 s 22 | 1 min 29 s 98 | 1 min 28 s 20 | 6 min 2 s 29  |
| 4                                   | Aldebert, G. André, Berg, Suarez d'Aulan               | France          | 1 min 39 s 35 | 1 min 34 s 22 | 1 min 36 s 68 | 1 min 31 s 93 | 6 min 22 s 95 |
| 5                                   | Crabbe, Fairlie, Horton, Pim                           | Grande-Bretagne | 1 min 42 s 33 | 1 min 41 s 28 | 1 min 38 s 58 | 1 min 38 s 52 | 6 min 40 s 71 |
| 6                                   | Obexer, Fink, Herbert, Steiner, Trenker                | Italie          | 1 min 53 s    | 1 min 49 s 69 | 1 min 48 s 73 | 1 min 43 s 99 | 7 min 15 s 41 |